# 阿爾特敘德雷爾貝湖

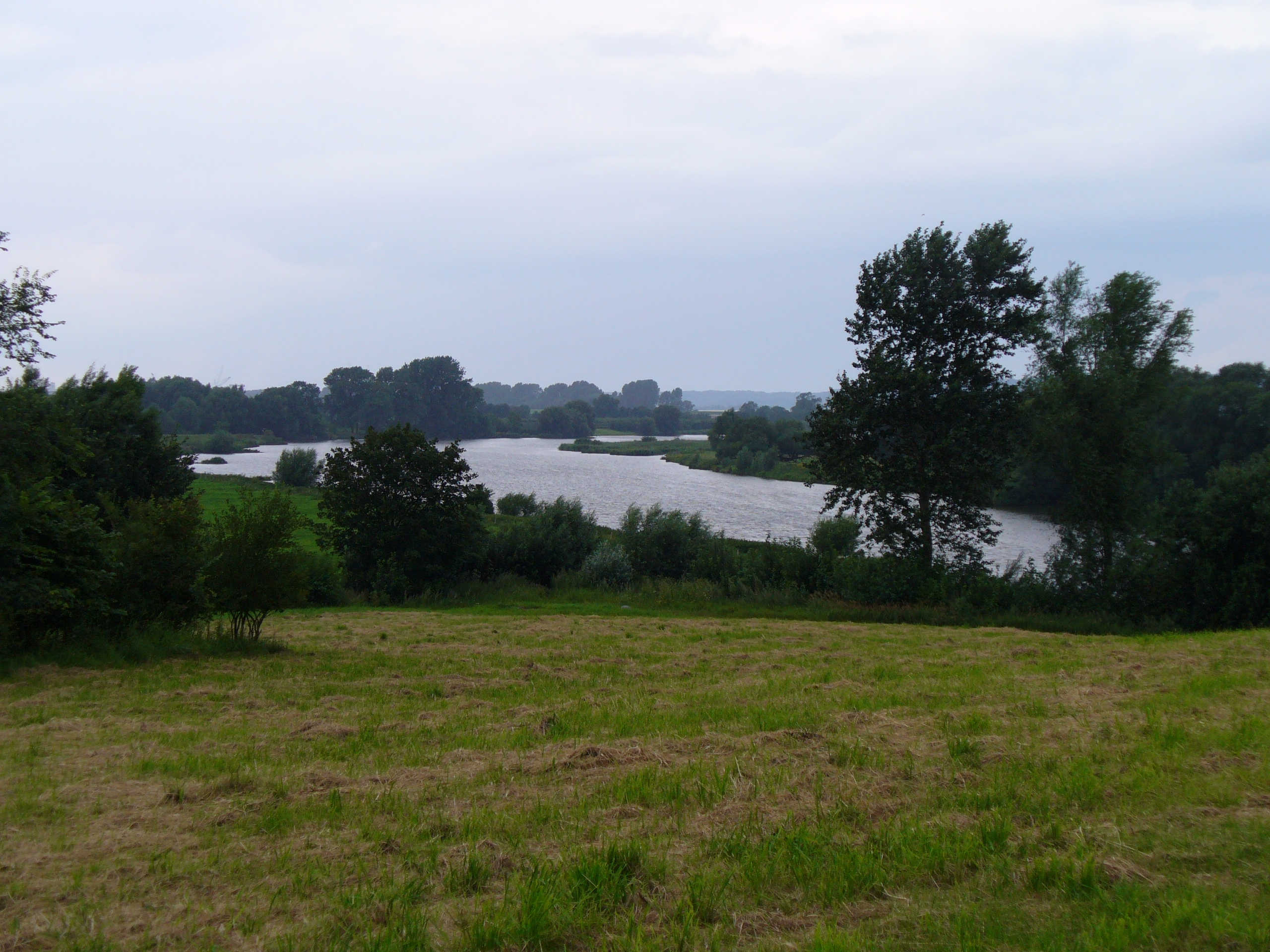

53°31′0″N 9°51′0″E / 53.51667°N 9.85000°E
阿爾特敘德雷爾貝湖（德語：Alte Süderelbe），是德國的湖泊，由漢堡負責管轄，長5.7公里、寬0.2公里，面積0.6平方公里，平均水深1.8米，最大水深3.5米，該湖泊有多種魚類棲息。